# Vase Borghese

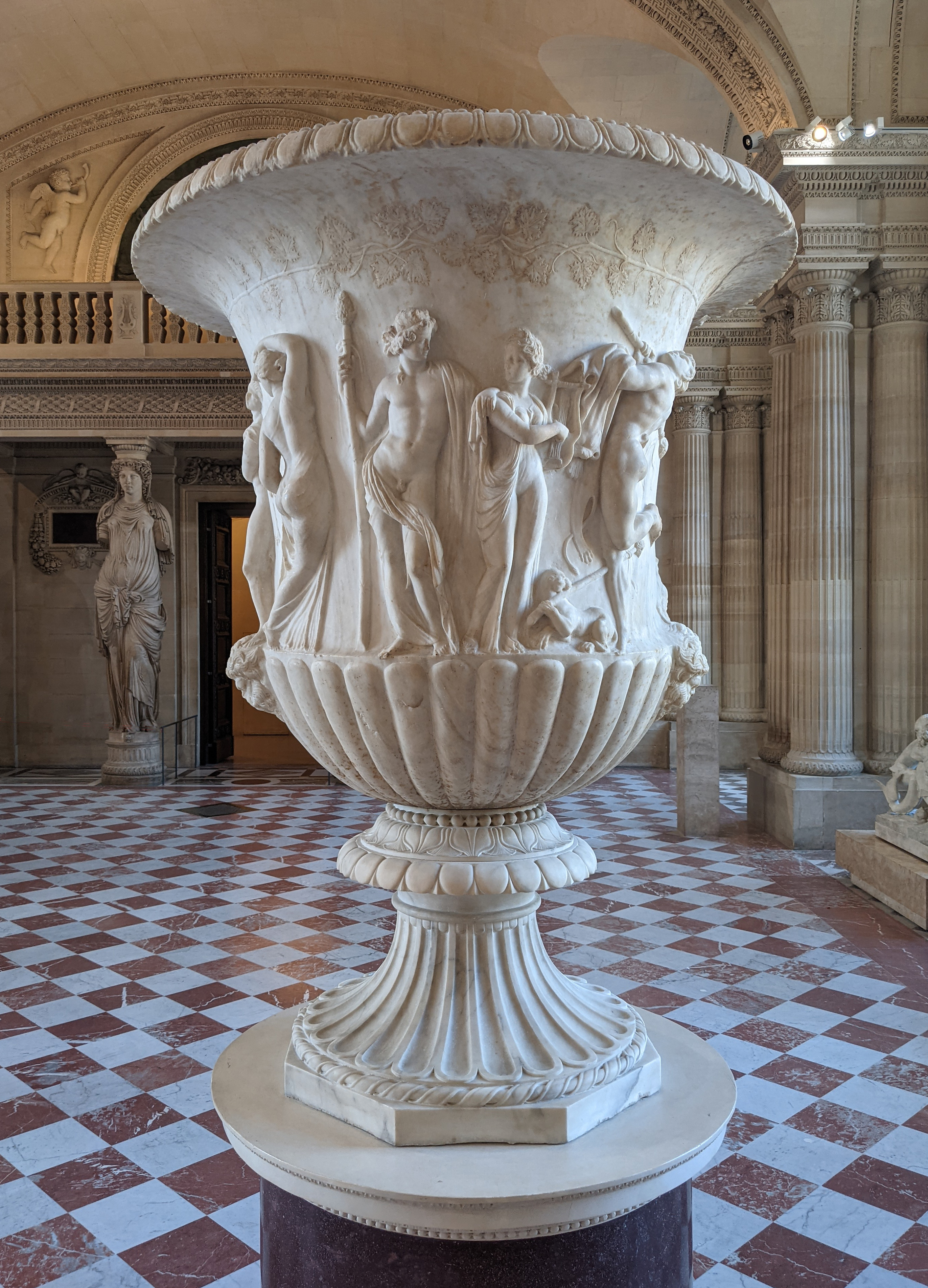
Die Vase Borghese in der Galerie Daru im Louvre

Die Vase Borghese ist eine monumentale, aus Marmor gearbeitete Vase aus der Zeit um 40 bis 30 v. Chr. Die Vase wurde vermutlich in Athen für den Export gefertigt. Nach ihrer Wiederentdeckung in Rom im 16. Jahrhundert wird sie heute im Louvre in Paris ausgestellt.

## Beschreibung
Die Vase Borghese besteht aus pentelischem Marmor. Sie ist 1,72 m hoch und hat am oberen Rand einen Durchmesser von 1,35 m. Die Form entspricht einem Krater, einem griechischen Tongefäß mit weiter Öffnung, das zum Verdünnen von Wein mit Wasser für größere Anlässe diente, oder auch einer Kylix.
Der Körper der Vase ist mit einem Relief geschmückt, das einen bacchanalischen Zug mit trunkenem Dionysos und Ariadne darstellt, welcher auch Thiasos genannt wird. Den Zug begleiten junge Tanzende, die als Satyren und Mänaden interpretiert werden, und eine Raubkatze. Oberhalb des Zuges befindet sich eine Weinranke in flachem Profil, am unteren Rand befinden sich auf jeder Seite zwei Silenen-Köpfe. Die Vase steht auf einem achteckigen Sockel.

## Geschichte

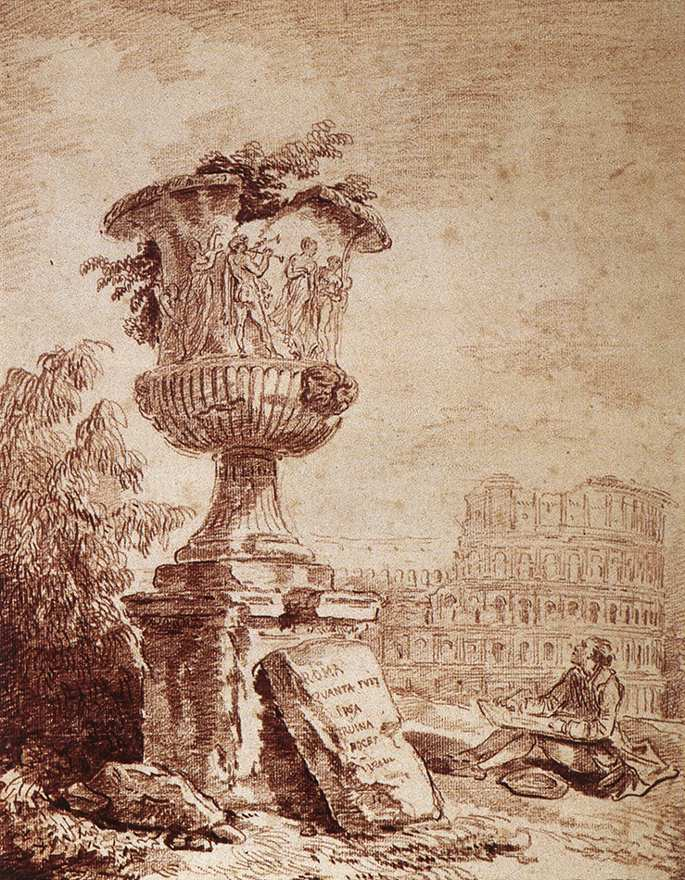
Hubert Robert: Der Zeichner der Borghese-Vase, um 1775, Musée de Valence

Es wird angenommen, dass die Vase zwischen 40 und 30 v. Chr. in Athen entstand. Es existieren andere Vasen dieses Modells, insbesondere im Schiffsfund von Mahdia. Es wird angenommen, dass ein Werk in Bronze aus dem 4. Jahrhundert v. Chr. als Vorbild gedient haben könnte.
Im Jahr 1569 wurde die Vase auf dem Gebiet der Sallustschen Gärten in Rom wiederentdeckt. Dort verblieb sie bis zum Erwerb der Gärten durch die Familie Borghese im Jahr 1645. Camille Borghèse verkaufte 1808 die Vase als Teil einer größeren Sammlung an Napoleon Bonaparte. Seit 1811 wird sie im Louvre ausgestellt.